# Segalstad bru
Segalstad bru este o localitate din comuna Gausdal, provincia Oppland, Norvegia, cu o suprafață de 1,12 km² și o populație de 894 locuitori (2013).